# Storena lesserti
Storena lesserti är en spindelart som beskrevs av Lucien Berland 1938. Storena lesserti ingår i släktet Storena och familjen Zodariidae. Inga underarter finns listade i Catalogue of Life.